# Agelenella
Agelenella is een geslacht van spinnen uit de  familie van de Agelenidae (trechterspinnen).

## Soort
- Agelenella pusilla Pocock, 1903